# Мірхель
Мірхель (нім. Mirchel) — громада  в Швейцарії в кантоні Берн, адміністративний округ Берн-Міттельланд.

## Географія
Громада розташована на відстані близько 17 км на схід від Берна.
Мірхель має площу 2,3 км², з яких на 13,2% дозволяється будівництво (житлове та будівництво доріг), 76,2% використовуються в сільськогосподарських цілях, 10,6% зайнято лісами, 0% не є продуктивними (річки, льодовики або гори).

## Демографія
2019 року в громаді мешкало 626 осіб (+9,6% порівняно з 2010 роком), іноземців було 3,5%. Густота населення становила 268 осіб/км².
За віковим діапазоном населення розподілялося таким чином: 24,4% — особи молодші 20 років, 55,8% — особи у віці 20—64 років, 19,8% — особи у віці 65 років та старші. Було 253 помешкань (у середньому 2,5 особи в помешканні).
Із загальної кількості 140 працюючих 46 було зайнятих в первинному секторі, 9 — в обробній промисловості, 85 — в галузі послуг.